# Soraya Lavasani
Soraya Lavasani, född 28 februari 1982 i Uppsala, är en svensk journalist, som sedan april 2008 arbetar som nyhetsankare och programledare på TV4 och TV4-nyheterna. Hon har bland annat varit programledare för flera olika produktioner inom TV4 Media och är även regelbundet programledare i Nyhetsmorgon.
Soraya är uppvuxen i Järlåsa och har iranskt ursprung. Lavasani har tidigare arbetat bland annat som nyhetspresentatör och videoreporter på TV4 Gävle Dalarna sedan början av 2007 och som nyhetsredaktör och reporter på TV4-nyheterna Uppsala. Lavasani har studerat journalistik och TV-produktion på Kaggeholms folkhögskola i tre år samt studerat engelska vid Uppsala universitet och arbetat på Studentradion 98,9.

## Familj
Lavasani är sedan september 2016 gift med Ralph Olsson. Tillsammans har de två barn, en dotter född i juni 2017 och en son född i april 2020.